# Jay County
Jay County ist ein County im Bundesstaat Indiana der Vereinigten Staaten. Bei der Volkszählung im Jahr 2000 wurden 21.806 Einwohner gezählt.
Der Verwaltungssitz (County Seat) ist Portland.

## Geschichte
Jay County entstand mit Wirkung vom 1. März 1836. Es ist nach John Jay benannt, einem der Gründerväter der Vereinigten Staaten.
8 Bauwerke und Stätten des Countys sind im National Register of Historic Places eingetragen (Stand 2. September 2017).

## Geographie
Die Nachbar-Countys sind (im Norden startend im Uhrzeigersinn): Adams County, Mercer County (Ohio), Darke County (Ohio), Randolph County, Delaware County, Blackford County und Wells County.